# Philipp Schenk von Erbach

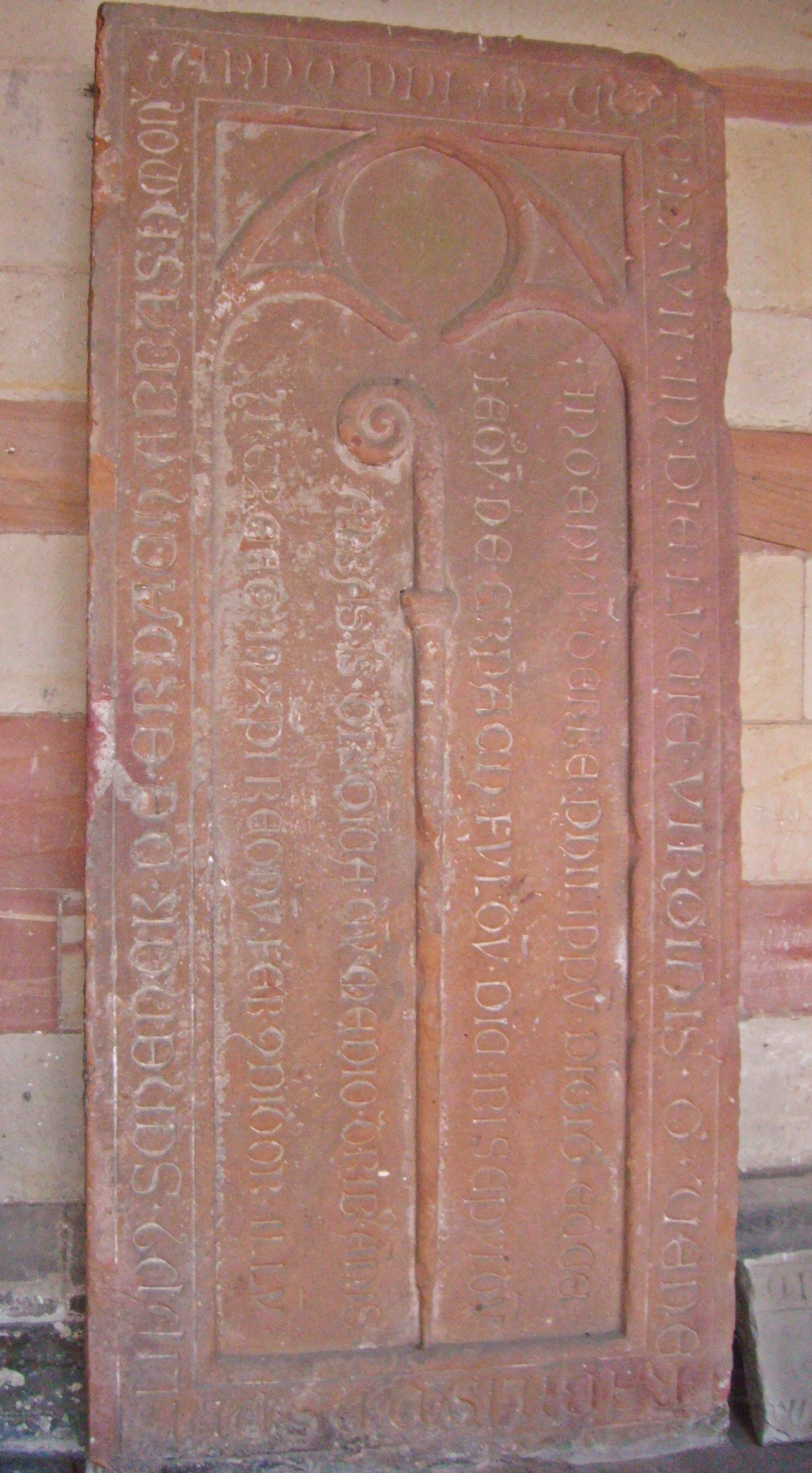
Grabplatte im Kreuzgang der Abteikirche St. Peter und Paul, Wissembourg (Elsass)

Philipp Schenk von Erbach († 13. Dezember 1467) war Benediktiner und Fürstabt des Klosters Weißenburg (Wissembourg) im Elsass.

## Herkunft und Familie
Philipp war ein Sohn von Eberhard X. Erbschenk v. Erbach († 1415) und dessen Gattin Maria von Bickenbach. Die Eltern, besonders der Vater, gelten in der Überlieferung als fromm. Beide ließen an ihrem Wohnort, Schloss Reichenberg im Odenwald, die Burgkapelle erbauen. Dort wuchsen auch ihre Kinder auf.
Zu Philipps Brüdern gehörten Dietrich Schenk von Erbach (1390–1459), Erzbischof und Kurfürst von Mainz, Dieter Schenk von Erbach († 1437), Würzburger Domherr, von dem ein Wappenschlussstein im Domkreuzgang Würzburg erhalten ist, sowie Otto Schenk von Erbach († 1468), Kurmainzer Burggraf in Miltenberg, dessen kunstvolle Grabplatte sich in der Evangelischen Stadtkirche Michelstadt befindet. Ein weiterer, jung verstorbener Bruder war Johannes Schenk von Erbach († 1404). Sein Grabstein steht heute in der Kapelle von Schloss Erbach, wohin er aus der Einhardsbasilika in Steinbach (Kloster Steinbach) verbracht wurde.

## Leben
Philipp Schenk von Erbach trat in den geistlichen Stand und wurde Benediktiner. Nach dem Tod seines Vorgängers, des am 10. Juli 1434 verstorbenen Johann von Veldenz, wurde er zum Abt des elsässischen Klosters Weißenburg gewählt.
Seit dem 6. Juli 1434 war sein Bruder Dietrich Erzbischof von Mainz. 1440 nahm Philipp Schenk von Erbach am feierlichen Einzug seines Bruders in Erfurt teil und sie wohnten in der Benediktinerabtei Petersberg. Am 15. August 1451 besuchten beide Brüder den von Kurfürst Friedrich I. einberufenen Fürstentag zu Speyer.
Mit der Stadt Weißenburg stritt er sich heftig, da diese ihm als Freie Reichsstadt die Huldigung verweigerte.
Philipp Schenk von Erbach war in den sogenannten Hessischen Erbschaftsstreit um Grünstadt verwickelt, da er seinem Verwandten, Graf Emich VIII. von Leiningen-Hardenburg, 1464 zugesagt hatte, ihm das dortige Weißenburger Lehen zu übergeben, falls dessen Inhaber, Landgraf Hesso von Leiningen-Dagsburg, ohne direkte männliche Nachkommen sterben sollte. Hierüber entstand 1467 mit der Linie Leiningen-Westerburg ein heftiger Streit, den letztere im Bündnis mit dem Pfälzer Kurfürsten für sich entscheiden konnte.
Die Amtsführung von Philipp von Erbach wird krass unterschiedlich gewertet: Während Kaspar Brusch im bescheinigt, dass er als Abt 33 ½ Jahre lang „weise“ gehandelt habe, berichtet der zeitgenössische Weißenburger Chronist Eikhart Artzt von ihm: „was eyn freyherr, eyn frauwenman und verfellet jungfrauwen, hett viel kinder und verthet dem stift mer dan 30000 gulden“. Auch habe er sich kaum im Kloster aufgehalten, sondern in der Regel bei seinem Bruder Dietrich in Höchst, Aschaffenburg und an anderen Orten. Letztere Information stammt allerdings von seinem späteren Amtsnachfolger, Abt Heinrich von Homburg (1475–1496), der im Kloster Reformen durchsetzen wollte. Dazu war es für ihn günstig, seine Vorgänger in einem schlechten Licht erscheinen zu lassen. Fest steht allerdings, dass unter seiner Regierung erhebliche Verluste für das Kloster zu verzeichnen waren (1455 Kleeburg, 1464 Altenstadt mit St. Remig).
Philipp von Erbach starb am 13. Dezember 1467 und wurde im Kreuzgang der Weißenburger Abteikirche St. Peter und Paul bestattet, wo sich seine Grabplatte befindet. Jakob von Bruck trat seine Nachfolge an.

## Nachwirkung
Eine örtliche Sage erzählt, dass Philipps Gespenst auf dem Paulinerschloss nördlich von Weißenburg umgehe. Auf dieser ehemaligen Burg der Abtei existiert auch noch ein Konsolstein mit seinem Abtswappen.